# Meeting international Papaflessia
 (avril 2024).
Si vous disposez d'ouvrages ou d'articles de référence ou si vous connaissez des sites web de qualité traitant du thème abordé ici, merci de compléter l'article en donnant les références utiles à sa vérifiabilité et en les liant à la section « Notes et références ».
Le Meeting international Papafléssia (grec moderne : τα Παπαφλέσσεια, « les Papaflessies ») est un meeting international d'athlétisme organisé chaque année à Kalamata, considéré comme un meeting classique par l'Association européenne d'athlétisme. Il est organisé par le Messianiakos Athletics Club et la ville de Kalamata.
Le meeting porte le nom d'un héros de la guerre d'indépendance grecque de 1821, Papaflessas (1788-1825). Le premier a été organisé en 1954. Il s'est interrompu en 1968, au moment de la dictature des colonels, et n'a repris qu'en 1984, en devenant international.